# Synagoge Beth Zion
Die ehemals private Synagoge Beth Zion (hebräisch בית ציון ‚Haus Zions‘) befindet sich auf dem Hinterhof des Hauses Brunnenstraße 33 im Berliner Ortsteil Mitte des gleichnamigen Bezirks.

## Geschichte
Sie wurde 1910 vom Schirmfabrikanten Fritz Hellwig als Privatsynagoge der jüdisch-orthodoxen Beth-Zion-Gemeinde errichtet. Die Inneneinrichtung wurde 1938 während der Novemberpogrome von Nationalsozialisten vollständig zerstört, danach stand das Gebäude lange Zeit leer.
Nach der in den 1980er Jahren beginnenden Instandsetzung erfolgte die Wiederweihe im Jahr 2005, seitdem dient sie als Beit Midrasch einer Talmud-Thora-Schule sowie als Synagoge des Vereins Kahal Adass Jisroel.
Am 18. Oktober 2023 wurden zwei antisemitische Anschläge, die im Zusammenhang mit dem Krieg in Israel und Gaza standen, auf das Jüdische Gemeindezentrum versucht. Dabei warfen am frühen Morgen Unbekannte zwei Molotow-Cocktails in Richtung des Gebäudes, etwas später fuhr ein Mann mit einem Palästinensertuch vor dem Gesicht mit einem E-Roller auf den Eingang zu, konnte jedoch von der anwesenden Polizei verhaftet werden. Im Februar 2025 wurde eine antisemitische Schmiererei an einer Außenwand entdeckt. Der englischsprachige Schriftzug „I like November“ sollte mutmaßlich die Reichspogromnacht vom 9. November 1938 verherrlichen.
Am 9. November 2023 fand in der Synagoge die zentrale Gedenkveranstaltung des Zentralrats der Juden zum 85. Jahrestag der Reichspogromnacht statt, an der auch Bundespräsident Frank-Walter Steinmeier und Bundeskanzler Olaf Scholz teilnahmen.

## Baubeschreibung
Die Synagoge ist ein rechteckiger Saalbau aus Ziegelmauerwerk. Die Fassade weist im Erdgeschoss unter einem Segmentbogen zusammengefasste Doppelfenster und im ersten Obergeschoss vier große Rundfenster mit Zierrändern aus Backstein auf. In diese waren ursprünglich hölzerne Rahmen in Form von Davidsternen eingelassen, die heute jedoch nicht mehr vorhanden sind. Über dem Hauptportal auf der Giebelseite befindet sich eine hebräische Inschrift aus Psalm 118. Der Innenraum umfasste 520–570 Plätze und verfügte auch über eine von sechs schlanken Säulen getragene Empore aus Holz.

## Bedeutung
Das denkmalgeschützte Haus ist von besonderem historischem Wert, da es sich um eine der letzten erhaltenen privaten Hofsynagogen Berlins handelt.

## Siehe auch

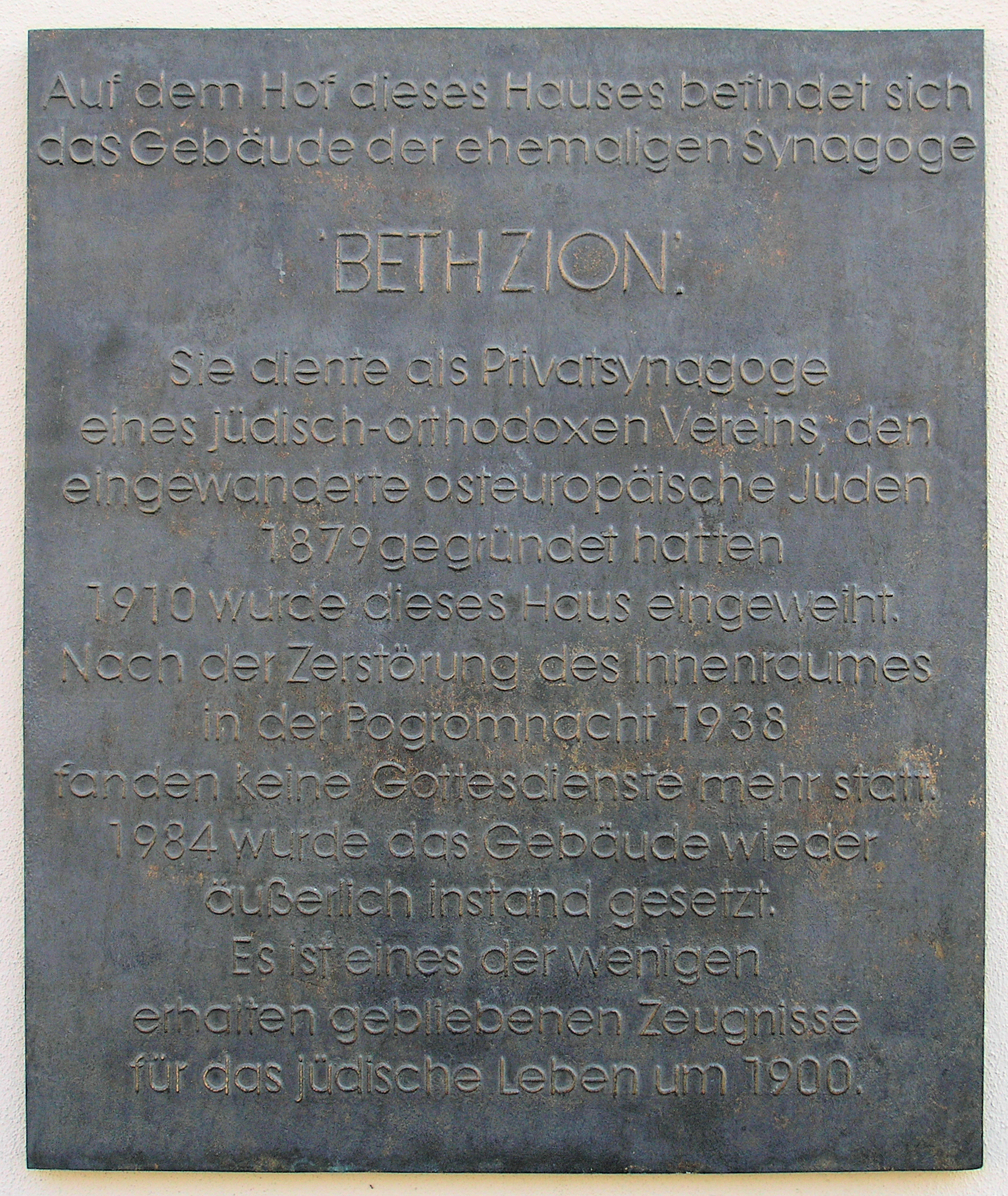
Gedenktafel zur Geschichte der Synagoge